# Albrecht Joseph Murray
Luitenant-generaal A.J.G. Graf von Murray (geboren 26 augustus 1774 te Gent - overleden 6 februari 1848 te Wenen) was een Oostenrijks officier, hij werd op 24 november 1816 door koning Willem I benoemd tot commandeur in de Militaire Willems-Orde. Hij trouwde op 6 september 1815 met Almeria Francesca Ursula Esterházy van Galántha, hij was toen 41 jaar oud. Hij was een zoon van graaf Jozef Murray de Melgum.